# Typosyllis mexicana
Typosyllis mexicana är en ringmaskart som först beskrevs av Rioja 1960.  Typosyllis mexicana ingår i släktet Typosyllis och familjen Syllidae.
Artens utbredningsområde är Mexikanska golfen. Inga underarter finns listade i Catalogue of Life.